# 紅葉橋臨時乘降場

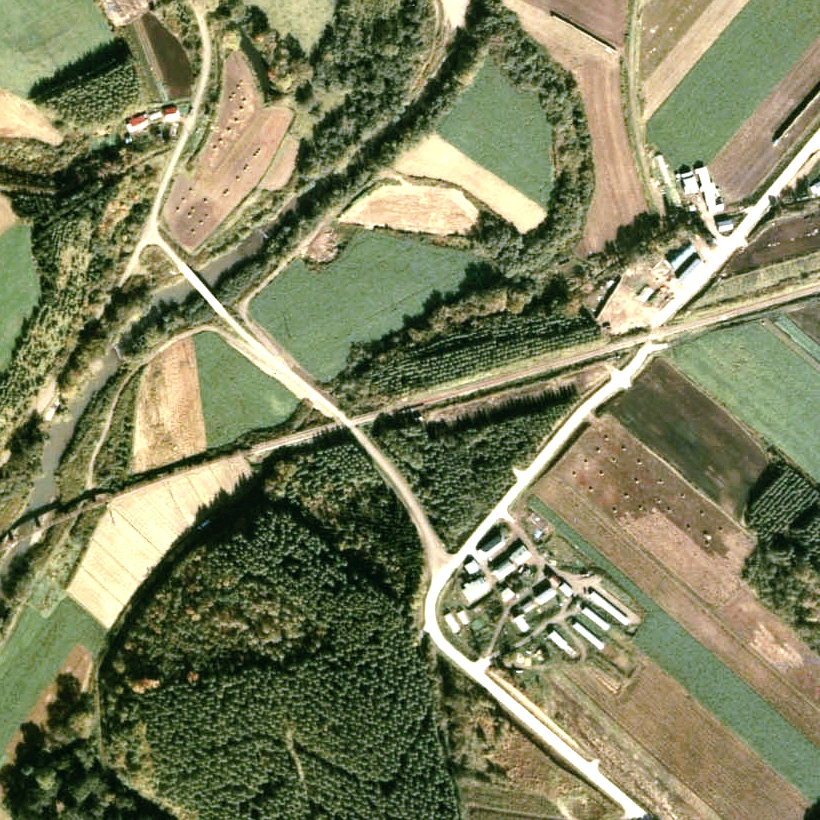
1977年的紅葉橋臨時乘降場與方圓約500米範圍。右邊是網走方向。車站位於知來地區和仁倉地區的邊境，鄰近山邊。左邊可看到佐呂間別川和鐵橋。紅葉橋是在左上方的道路橋名稱。由於圖中有防風雪林的影子，因此較難看到月台旁邊的候車室，候車室的屋頂是白色。

紅葉橋臨時乘降場（日语：／ Momijibashi karijōkō-ba */?）是位於北海道常呂郡佐呂間町字知來，日本國有鐵道（國鐵）的湧網線臨時乘降場（廢站）。隨著湧網線廢線，臨時乘降場在1987年（昭和62年）3月20日廢除。
部分普通列車通過此站，截至1986年（昭和61年）3月3日時間表修正，下行3班和上行3班列車通過此站。

## 歷史
- 1955年（昭和30年）12月25日 - 日本國有鐵道湧網線紅葉橋臨時乘降場（局（日语：鉄道管理局）設定）啟用[1]。
- 1987年（昭和62年）3月20日 - 湧網線全線廢除，此站也廢除[1]。

## 車站構造
截至車站廢除前，車站是一座地面車站，設有1面1線的單式月台。月台位於路軌南邊（網走方向的列車會開啟右邊車門）。此站沒有轉轍器。
在廢除前，此站為臨時乘降場，因此為無人車站。此站沒有車站大樓，月台中央部分設有通道連接候車室。月台靠近中湧別一方設有斜道。

## 站名的由來
臨時乘降場的名稱取自附近跨越佐呂間別川的橋樑名稱。該處為觀賞紅葉的勝地。

## 車站周邊
- 北海道道103號留邊蘂濱佐呂間線（日语：北海道道103号留辺蘂浜佐呂間線）
- 佐呂間別川[5]
- 佐呂間町親睦巴士（日语：佐呂間町ふれあいバス）（自由上下車區間（日语：フリー乗降制））

## 現況
截至2011年（平成23年），由於佐呂間別川進行河道改善工程，因此站內已經沒有任何痕蹟。

## 相鄰車站
日本國有鐵道
湧網線 
知來－紅葉橋臨時乘降場－仁倉

## 注腳
1. 1 2 3 4  石野哲（編）. . JTB. 1998: 915. ISBN 978-4-533-02980-6 （日语）.
2. ↑  太田幸夫. . 富士Comtem. 2004-02: 216. ISBN 978-4893915498 （日语）.
3. 1 2 3  工藤裕之. . 北海道新聞社. 2011-12: 160,177. ISBN 978-4894536197 （日语）.
4. 1 2  太田幸夫. . 富士Comtem. 2004-02: 169. ISBN 978-4893915498.
5. ↑  . 地勢堂. 1980-03: 19 （日语）.
6. ↑  本久公洋. . 北海道新聞社. 2011-09: 103–104. ISBN 978-4894536128 （日语）.